# Condado de Jordana
El condado de Jordana es un título nobiliario español creado por el rey Alfonso XIII de España en favor de Francisco Gómez-Jordana y Sousa, teniente general, ministro de Relaciones Exteriores, alto comisionado de España en Marruecos, presidente de la Junta de Burgos, etc, el 26 de mayo de 1926 por real decreto y el 19 de julio del mismo año por real despacho.

## Denominación
La denominación de la dignidad nobiliaria refiere al segundo apellido paterno, por lo que fue universalmente conocida la persona a la que se le otorgó dicha merced nobiliaria.

## Condes de Jordana
|                           | Titular                          | Periodo                   |
| Creación por Alfonso XIII | Creación por Alfonso XIII        | Creación por Alfonso XIII |
| ------------------------- | -------------------------------- | ------------------------- |
| I                         | Francisco Gómez-Jordana y Sousa  | 1926-1944                 |
| II                        | Francisco Gómez-Jordana y Prats  | 1951-¿?                   |
| III                       | Elena Gómez-Jordana de las Heras | 2008-actual titular       |

## Historia de los condes de Jordana
- Francisco Gómez-Jordana y Sousa (1876-1944), I conde de Jordana, gentilhombre de cámara del rey con ejercicio, gran cruz de la Orden del Mérito Militar y de la Real y Militar Orden de San Hermenegildo.[1]

Casó con su prima María del Carmen Prats y Sousa. El 7 de noviembre de 1951, tras solicitud cursada el 20 de septiembre de 1948 (BOE del día 24 de ese mes) y decreto del 16 de febrero de 1951 por el que se convalidaba la sucesión «en el título que le transmitió la Diputación de la Grandeza por fallecimiento de su padre» (BOE del 1 de marzo), le sucedió su hijo:
- Francisco Gómez-Jordana y Prats (1911-[6] - 30 d'abril de 2008, Madrid),[7] II conde de Jordana, coronel de caballería.[1]

Casó con María de la Concepción de las Heras y Brú. El 5 de febrero de 2008, tras solicitud cursada el 3 de septiembre de 2007 (BOE del 1 de octubre) y orden del 26 de noviembre del mismo año para que se expida la correspondiente carta de sucesión (BOE del 13 de diciembre), le sucedió, por cesión, su hija:
- Elena Gómez-Jordana de las Heras (n. 1944), III condesa de Jordana.[10]

Casó el 27 de mayo de 1967, en Barcelona, con Juan de Orbaneja y Desvalls (n. 1941).